# 擬革紙
擬革紙（ぎかくし）は、表面に皺や凹凸、色を付け、革のような風合いに加工した和紙。三重県指定伝統工芸品。

## 概要
擬革紙は、江戸時代の1684年（貞享元年）に、油紙屋の三島屋（現・三重県多気郡明和町新茶屋）の初代堀木忠次郎がヨーロッパから輸入された装飾革（金唐革）を模して製作したのがはじまりとされる。特に伊勢国周辺では伊勢神宮参拝の身支度や土産用の品として、土産物屋の壺屋が擬革紙を使った煙草入れを商品化し、流行した。擬革紙はやがて、金唐革紙（きんからかわかみ）と称する壁紙に発展していく。
擬革紙の製造は、昭和初期まで三重県の櫛田（現・松阪市）から宇治（現・伊勢市）にかけての伊勢街道沿いにおける一大地場産業であったが、時代の変遷とともに衰退していった。
近年、三重県度会郡玉城町を拠点とする「参宮ブランド擬革紙の会」がこの技法を復興し、資材はできる限り三重県産のものを使用し、和紙は伊勢和紙を使用している。この伊勢和紙を使用した製品に限り2013年に三重県指定伝統工芸品の認定を受けている。